# Râul Onon
Râul Onon (mongol: Онон гол, Onon gol) este un râu în Asia Orientală, cu o lungime de 1.032 km. Onon urge spre vest și se varsă pe teritoriul Rusiei în Șilka.
Onon izvorăște din munții Hentii (mong. Хэнтий нуруу, hentii nuruu) situați în nordul Mongoliei. La 45 km distanță de izvorul râului Onon își are izvorul râul Herulen (mong. Хэрулэн гол, herulen gol) cu un curs de 1254 Km, fiind cel mai lung râu din Mongolia.